# Ansano Luti
Ansano Luti (Siena, 1736 – Siena, 1807) è stato un giurista e letterato italiano, esponente dell'illuminismo toscano.

## Biografia
Nobile senese, laureato in teologia, Arciprete della Chiesa Metropolitana, professore di diritto canonico, e dal 1797 Provveditore dell'Università di Siena, fu uomo di vasta cultura e dai molteplici interessi.
Letterato e pensatore spregiudicato, fu assiduo frequentatore del salotto della senese Teresa Regoli Mocenni e intimo amico di Vittorio Alfieri.
Scrisse l'orazione funebre dell'imperatrice Maria Teresa di Borbone-Due Sicilie. Compose inoltre, sul finire del Settecento, la Vita del venerabile servo di Dio Giorgio Luti gesuato dedicata all'antenato Giorgio Luti.

## Opere
- Elogio istorico dell'abate Candido Pistoj P.P. di Matematica nella Università di Siena letto nella sala della Reale Accademia delle Scienze di detta città dall'arciprete Ansano Luti il di 13 settembre 1781, In Milano: nella stamperia di Giuseppe Marelli
- Vita del venerabile servo di Dio Giorgio Luti gesuato, Siena 17?